# Нигде (фильм)
«Нигде» (англ. Nowhere) — фильм американского режиссёра Грегга Араки, завершающий его «апокалиптическую трилогию о подростках» (Teenage Apocalypse Trilogy). Рассказывает об одном дне из жизни подростков Лос-Анджелеса. Вышел в прокат в 1997 году.

## Сюжет
Сюжет фильма охватывает один день жизни современного лос-анджелесского подростка Дарка Смита и его друзей. В течение 24 часов Дарк расстаётся со своей сексуально невоздержанной подругой Мел, становится свидетелем двух суицидов своих знакомых, а также убийства местного наркоторговца и встречает на вечеринке ящероподобного пришельца. В финале этого трудного дня Дарк признаётся в любви своему однокласснику Монтгомери, тот отвечает взаимностью, но тут же умирает, разорванный изнутри гигантским насекомым.

## В ролях
- Джеймс Дювал — Дарк Смит
- Рэйчел Тру — Мел
- Натан Бекстон — Монтгомери
- Деби Мейзар — Кози
- Кэтлин Робертсон — Люцифер
- Сара Лассез — Яйцо
- Гильермо Диас — Ковбой
- Джереми Джордан — Барт
- Алан Бойс — Задрот
- Джон Риттер — Помощник Моисея
- Ив Пламб — миссис Сайвэтссон

## Прокат
По данным сайта Box Office Mojo фильм «Нигде» вышел в североамериканский кинотеатральный прокат 9 мая 1997 на двух экранах, наработка на копию по итогам первого уикенда составила 13 677 долларов. Затем релиз был расширен до шести копий, общие сборы достигли 194 201 доллара. В карьере Грегга Араки эта картина остаётся единственной, дистрибуцией которой занималась крупная голливудская студия. Прокат осуществляла компания Fine Line Features, арт-подразделение New Line Cinema. Предыдущие и последующие ленты режиссёра выходили на киноэкраны усилиями небольших независимых дистрибьюторов. В России фильм «Нигде» был издан сразу на видео в сентябре 1997 года.

## Критика
Фильм «Нигде» завершает «апокалиптическую трилогию о подростках», в которой Грегг Араки создал визуально изощрённый портрет отчуждённых тинейджеров Америки 1990-х. В отличие от первых частей трилогии, лент «Полный п.» (1993) и «Поколение DOOM» (1995), при работе над «Нигде» режиссёр располагал большей экономической свободой, что, в частности, позволило построить яркие концептуальные декорации. В сочетании с саундтреком, на котором представлены излюбленные музыкальные жанры Араки — индастриал, шугейз и постпанк, фильм воспринимается как своего рода «кислотный трип» и отражает «пессимистичный взгляд режиссёра на современный Лос-Анджелес».
Герои «Нигде» обезличены в своём гедонистическом интересе к беспорядочному сексу и наркотическим экспериментам, единственное, что отличает их друг от друга — вызывающие имена (например, Задрот или Люцифер). Бессмысленность существования подростков подчёркивает персонаж в исполнении Джона Риттера — телепроповедник, своими речами толкающий двоих из них на самоубийство. Как отмечает кинокритик Джеймс Мерчант, лишь фигура 18-летнего Дарка не вписывается в общий ряд и служит «эмоциональным центром картины», его представления о чувствах и отношениях между людьми менее потребительские и в этом смысле более традиционны. В «Нигде», заключает Мерчант, Араки доводит до крайности темы своих ранних работ (подростковые распущенность, скука, наркомания, насилие), живописуя «поколение, которому нет против кого бунтовать, кроме как против самих себя».